# Aeroportul Baimuru
Aeroportul Baimuru (IATA: VMU, ICAO: AYBA) este un aeroport din Gulf Province⁠(d), Papua Noua Guinee.
Situat la o altitudine de 3 m, aeroportul dispune de o singură pistă.